# Xia Ming (peintre)
Xia Ming (chinois : 夏明 ; pinyin : xià míng), né en 1915 à dans le xian de Donghai (东海县, aujourd'hui, xian de Guanyun), à Lianyungang, dans la province du Jiangsu, en Chine, mort en septembre 1999 et enterré dans un cimetière du mont Qinglong (zh) à Nankin, est un artiste peintre paysagiste chinois. Il fuit les bombardements japonais à Hangzhou puis s'installe dans le Sud-Ouest de la Chine pour développer son art. Il est surtout connu pour ses peintures de la minorité Pumi sur le plateau du Tibet.[réf. nécessaire]

## Biographie

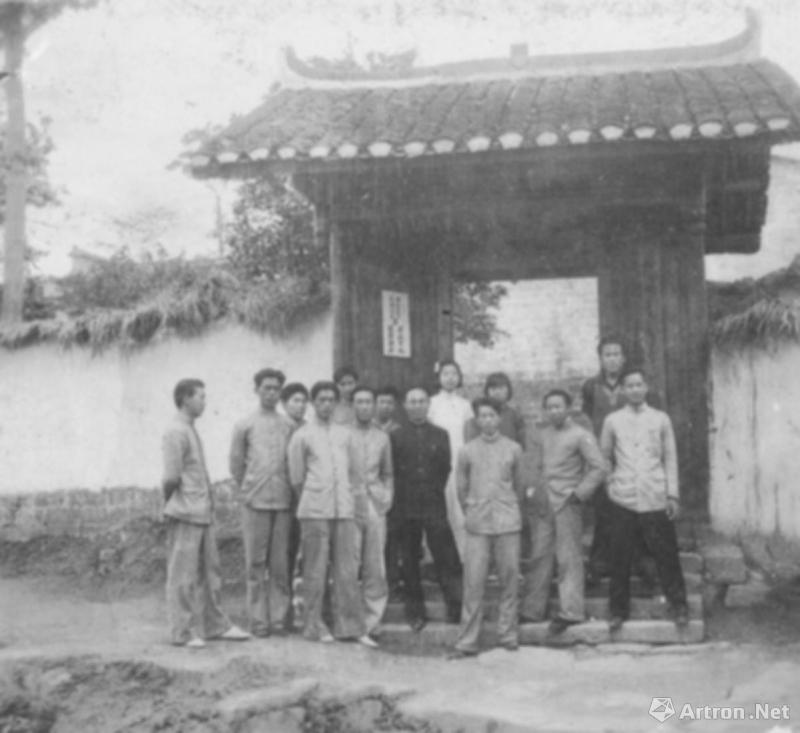
Xia Ming au milieu d'un groupe de peintres en 1938

Originaire de la province côtière du Jiangsu, en 1932 il réussit l'examen qui lui permet de rentrer à l'académie technologique des arts et métiers de Suzhou (zh). En 1935 d'excellent résultats lui permettent d’accéder à la plus importante école d'art de Chine, et il rentre à l'académie des arts de Chine, à Hangzhou, dans la province voisine du Zhejiang. Il fuit alors les bombardements japonais lors de la seconde guerre sino-japonaise (1937 — 1945), et se réfugie d'abord dans le Sud-Ouest de la Chine, à Kunming, puis à Lijiang et enfin, part dans le Tusi de Muli (tusi de la minorité pumi), dans la province du Xikang (aujourd'hui, Xian autonome tibétain de Muli dans la province du Sichuan), où il développe son art entre 1945 et 1948, et fonde l'école primaire nationale du Xikang à Muli.
À l'automne 1945, il organise une exposition à Chongqing environ 2000 objets anciens.